# Wiktor Grodecki
Wiktor Grodecki (nascut el 25 de febrer de 1960 a Varsòvia) és un director de cinema, guionista i productor polonès conegut per Mandragora (cinc premis principals al festival de cinema "Stars Of Tomorrow" de Ginebra a Suïssa el 1997 i Premi del públic al Palm Springs Intl Film Fest, EUA 1998), així com Insatiability, una adaptació de la novel·la homònima de Stanisław Ignacy Witkiewicz, que va ser guardonada amb el premi al millor director independent per SAG als Estats Units el 2004.

## Biografia
Grodecki va estudiar amb la facultat de direcció de cinema a l'Escola Nacional de Cinema a Łódź sota la supervisió de Wojciech Jerzy Has. El primer pas de la seva carrera internacional va ser dirigir el 1985 pel·lícula Him, que va ser produïda per la University of Minnesota Film Society en col·laboració amb el productor Albert Milgrom.
El 1994 va fer un documental sobre la prostitució infantil masculina a la República Txeca, Not Angels but Angels, seguit d'un altre sobre el mateix tema, Tělo bez duše. Els dos documentals inclouen imatges gràfiques i sexualment explícites de menors d'edat i la dissecció d'un cadàver rodat a Praga.
El 1997 va fer Mandragora, que és una història dramàtica sobre un jove que explora el món de la prostitució, les drogues i la sida. La pel·lícula va guanyar molts premis i va ser vista per Václav Havel, qui va escriure una carta per felicitar personalment a Grodecki. La carta de Havel elogiant Grodecki va ser publicada pel diari txec Mlada Fronta Dnes.
El 2004 Grodecki va filmar Nienasycenie basat en la novel·la homònima de Stanisław Ignacy Witkiewicz (coneguda comunament com Witkacy). La pel·lícula va protagonitzar Cezary Pazura en tres papers diferents (el pare de Zypcio, el seu seductor Tengier i el seu comandant Kocmoluchowicz). Nienasycenie es va estrenar al Festival Internacional de Cinema de Berlín l'any 2004 (a la secció oficial: Panorama Special), on va rebre excel·lents crítiques. A Los Angeles, el Sindicat d'Actors d'Amèrica va concedir a Grodecki el premi SAG al millor director independent per Nienasycenie (2004).

## Filmografia

### Guionista
- 1984: Him
- 1994: Not Angels But Angels
- 1996: Tělo bez duše
- 1997: Mandragora
- 2000: Inferno
- 2003: Nienasycenie
- 2011: The Soul of the Murdered Kingdom
- 2012: Dziady
- 2013: Beefcake

### Director
- 1981: Nie brooklinski most
- 1981: Portret artysty z czasów młodości
- 1981: Już tylko tyle
- 1982: Nagi przyszedlem
- 1984: Him
- 1994: Not Angels But Angels
- 1996: Tělo bez duše
- 1997: Mandragora
- 1999: Ich wünsch Dir Liebe
- 2000: Inferno
- 2003-2005: Czego się boją faceci, czyli seks w mniejszym mieście, Season 1, Episodes 4-13
- 2003: Nienasycenie
- 2011: The Soul of the Murdered Kingdom (Pre-Producció)

### Editor
- 1994: Nocny pociąg do Wenecji
- 1997: Mandragora
- 2000: Inferno